# Solveig Pedersen
Solveig Pedersen (* 6. September 1965 in Kristiansand als Solveig Pettersen) ist eine ehemalige norwegische Skilangläuferin.

## Werdegang
Pedersen, die für den Oddersjaa Ski startete, hatte ihren ersten internationalen Erfolg bei den Junioren-Skiweltmeisterschaften 1983 in Kuopio. Dort gewann sie die Silbermedaille mit der Staffel. Ihr erstes von 26 Weltcupeinzelrennen lief sie im Februar 1986 in Oberstdorf, welches sie auf dem neunten Platz beendete. Im März 1986 siegte sie in Lahti mit der Staffel. Im März 1988 wurde sie Falun Dritte mit der Staffel. In der Saison 1989/90 errang sie mit vier Top-Zehn-Platzierungen den 12. Platz im Gesamtweltcup. Zudem siegte sie in Lahti mit der Staffel und kam Örnsköldsvik auf den zweiten Platz mit der Staffel. In der folgenden Saison kam sie im Weltcupeinzel, sechsmal unter die ersten Zehn. Dabei erreichte sie in Klingenthal mit dem dritten Platz über 15 km klassisch ihre einzige Podestplatzierung im Weltcupeinzel. Beim Saisonhöhepunkt, den nordischen Skiweltmeisterschaften 1991 im Fleimstal, gewann sie die Bronzemedaille mit der Staffel. In den Einzelrennen belegte sie den 20. Platz über 30 km Freistil, den achten Rang über 5 km klassisch und den vierten Platz über 15 km klassisch. Im März 1991 triumphierte sie in Oslo mit der Staffel und errang in Falun den zweiten Platz mit der Staffel. Die Saison beendete sie auf dem zehnten Platz im Gesamtweltcup. Im folgenden Jahr holte sie bei den Olympischen Winterspielen in Albertville die Silbermedaille mit der Staffel. Zudem lief sie dort auf den 20. Platz über 15 km klassisch, auf den 15. Rang im Verfolgungsrennen und auf den achten Platz über 5 km klassisch. Im März 1992 siegte sie in Funäsdalen mit der Staffel und lief in Vang ihr letztes Weltcuprennen, welches sie mit dem 17. Platz über 15 km Freistil beendete.
Bei norwegischen Meisterschaften wurde Pedersen viermal Zweite und viermal Dritte.

## Teilnahmen an Weltmeisterschaften und Olympischen Winterspielen

### Olympische Spiele
- 1992 Albertville: 2. Platz Staffel, 8. Platz 5 km klassisch, 15. Platz 10 km Verfolgung, 20. Platz 15 km klassisch

### Nordische Skiweltmeisterschaften
- 1991 Val di Fiemme: 3. Platz Staffel, 4. Platz 15 km klassisch, 8. Platz 5 km klassisch, 20. Platz 10 km Freistil

## Platzierungen im Weltcup

### Weltcup-Statistik
Die Tabelle zeigt die erreichten Platzierungen im Einzelnen.
- 1.–3. Platz: Anzahl der Podiumsplatzierungen
- Top 10: Anzahl der Platzierungen unter den ersten zehn
- Punkteränge: Anzahl der Platzierungen innerhalb der Punkteränge
- Starts: Anzahl gelaufener Rennen in der jeweiligen Disziplin
- Hinweis: Bei den Distanzrennen erfolgt die Einordnung gemäß FIS.

| Platzierung         | Distanzrennen a | Distanzrennen a | Distanzrennen a | Distanzrennen a | Distanzrennen a | Skiathlon Verfolgung | Sprint | Etappen- rennen b | Gesamt | Team c | Team c  |
| Platzierung         | ≤ 5 km          | ≤ 10 km         | ≤ 15 km         | ≤ 30 km         | > 30 km         | Skiathlon Verfolgung | Sprint | Etappen- rennen b | Gesamt | Sprint | Staffel |
| ------------------- | --------------- | --------------- | --------------- | --------------- | --------------- | -------------------- | ------ | ----------------- | ------ | ------ | ------- |
| 1. Platz            |                 |                 |                 |                 |                 |                      |        |                   |        |        | 4       |
| 2. Platz            |                 |                 |                 |                 |                 |                      |        |                   |        |        | 3       |
| 3. Platz            |                 |                 | 1               |                 |                 |                      |        |                   | 1      |        | 2       |
| Top 10              | 4               | 3               | 2               | 2               |                 | 2                    |        |                   | 13     |        | 9       |
| Punkteränge         | 6               | 3               | 5               | 2               |                 | 3                    |        |                   | 19     |        | 9       |
| Starts              | 8               | 3               | 7               | 4               |                 | 4                    |        |                   | 26     |        | 9       |
| Stand: Karriereende |                 |                 |                 |                 |                 |                      |        |                   |        |        |         |

### Weltcup-Gesamtplatzierungen
| Saison  | Platz | Punkte |
| ------- | ----- | ------ |
| 1985/86 | 23.   | 13     |
| 1986/87 | -     | -      |
| 1987/88 | 51.   | 1      |
| 1988/89 | -     | -      |
| 1989/90 | 12.   | 45     |
| 1990/91 | 10.   | 57     |
| 1991/92 | 19.   | 17     |